# نعیم سلیمان‌اوغلو
نعیم سلیمان‌اوغلو (به ترکی استانبولی: Naim Süleymanoğlu) ورزشکار مرد رشتهٔ وزنه‌برداری اهل کشور ترکیه بود. وی در بین سال‌های ‎۱۹۸۸ تا ۱۹۹۶ میلادی در مسابقات بازی‌های المپیک تابستانی در مجموع ۳ مدال طلا را کسب کرد.
سلیمان اوغلو در المپیک ۱۹۸۸ با بلند کردن ۱۹۰ کیلو در دو حرکت توانست رکورد دار جهان در وزنه‌برداری شود. در سال ۲۰۰۱ به وی مدال افتخار المپیک اعطا شد. در سال ۲۰۰۰ و ۲۰۰۴ وی به عضویت افراد مشهور فدراسیون جهانی وزنه‌برداری انتخاب شد. نعیم سلیمان اوغلو بیش از یک دهه سلطان بلامنازع وزن خودش بود و در دوران حرفه‌ای اش ۴۶ رکورد جهانی را به نام خودش ثبت کرد.
نعیم سلیمان‌اوغلو در یک خانواده ترک در بلغارستان متولد شد. او اولین و تنها وزنه‌بردار جهان بود که توانست دو برابر و نیم وزن خود را در یک ضربه بلند کند. دومین وزنه‌برداری بود که توانست بیشتر از سه برابر وزن بدن خود را در دو حرکت بلند کند. او را گاهی هرکول جیبی می‌نامیدند چون جثه کوچکی داشت. او تنها وزنه‌بردار جهان است که توانسته در دو حرکت ۱۰ کیلو بیشتر از سه برابر وزن خود را بلند کند.
او اولین رکوردها را در ۱۶ سالگی شکست ولی به علت تحریم المپیک ۱۹۸۶ توسط بلغارستان نتواست در مسابقات شرکت کند. در همان سال رژیم کمونیست بلغارستان ترکهای بلغارستان را مجبور به تغییر اسامی فامیل بلغاری کرد و او به اسم نعیم سلیمانف شناخته شد. در حین مسابقات جام جهانی ۱۹۸۶ در ملبورن وی متقاضی حمایت استرالیا شد و بعد از ترکیه سر درآورد و تقاضای تبعیت ترکیه را کرد. او اسم بلغاری سلیمانف را دوباره به اسم ترکی سلیمان اوغلو تغییر داد.
در سال ۱۹۸۸ جنگ و جدال بزرگی بین ترکیه و بلغارستان بر سر تابعیت سلیمان اوغلو و اینکه او نماینده کدام کشور در المپیک است رخ داد. بلغارستان بعد از دریافت ۱٫۲۵ میلیون دلار اجازه داد که وی به عنوان ورزشکاری از ترکیه در مسابقات شرکت کند و سلیمان اوغلو در این مسابقات موفق به دریافت مدال طلا شد. او در سال ۱۹۹۲ المپیک بارسلونا توانست دومین مدال طلا را از آن خود کند و مابین المپیک‌ها عنوان‌های جهانی را به‌دست آورد.
او در سال ۱۹۹۶ سومین مدال طلا را به‌دست آورد. این مسابقه به‌طور خاصی رقابت بین وی و حریف یونانی به اسم والریوس لئونیدوس بود و تماشاگران به دو دسته پُرحرارت از هوادارن ترک و یونانی تقسیم شده بودند. در نهایت این دو آخرین رقیب‌ها بودند و سلیمان‌اوغلو توانست ۱۸۷/۵ کیلو را بلند کند ولی لئونیدوس قادر به بلند کردن وزنه مورد هدف خود نشد و شروع به گریستن برای دریافت مدال نقره نمود و در این حال سلیمان‌اوغلو وی را دلداری می‌کرد. همان موقع سخنگوی سالن لین جونز اعلام کرد که شما شاهد بزرگ‌ترین مسابقه وزنه‌برداری در تاریخ بودید.
نعیم سلیمان اوغلو که یکی از بزرگ‌ترین ورزشکاران تاریخ ترکیه است با کسب سه طلای پیاپی در المپیک‌های ۱۹۸۸ سئول، ۱۹۹۲ بارسلونا و ۱۹۹۶ آتلانتا به قهرمان ملی این کشور تبدیل شد.
او با نام اصلی نعیم سلیمانف از پدر و مادری ترک در بلغارستان به دنیا آمد. نعیم سلیمان اوغلو تنها ۱۴۷ سانتیمتر قد داشت و به دلیل جثه کوچک و نیروی زیادی که داشت به «هرکول جیبی» معروف بود. او تنها وزنه‌بردار دنیاست که در حرکت یک ضرب دو برابر و نیم وزن خودش را بلند می‌کرد. او در حرکت دو ضرب تا سه برابر وزن خودش را بالای سر می‌برد.
نعیم سلیمان اوغلو، اولین رکورد جهانی‌اش را در ۱۵ سالگی به دست آورد. او بیش از یک دهه سلطان بلامنازع وزن خودش بود و در دوران حرفه‌ایش ۴۶ رکورد جهانی را به نام خودش ثبت کرد.
به دنبال درگیری بلوک شرق و غرب، بلغارستان المپیک ۱۹۸۴ لس‌آنجلس را تحریم کرد، اما فقط یک هفته بعد از آن المپیک، سلیمان اوغلو ۳۰ کیلوگرم بیشتر از قهرمان المپیک در وزن خودش، وزنه زد.
او در سال ۱۹۸۶ به ترکیه پناهنده شد و در المپیک ۱۹۸۸ سئول با شکستن رکورد تک ضرب و دو ضرب جهان، با ۳۰ کیلوگرم اختلاف مدال طلا گرفت.
سلیمان اوغلو هشت سال و نیم هیچ شکستی نداشت اما در مسابقات قهرمانی اروپا ۱۹۹۲ از نیکلای پشالوف بلغارستانی شکست خورد. اما سه ماه بعد سلیمان اوغلو این شکست را تلافی کرد و با ۱۵ کیلوگرم اختلاف نسبت به پشالوف قهرمان المپیک بارسلونا شد.
چهار سال بعد سلیمان اوغلو در رقابتی نزدیک رکورد جهان را شکست و قهرمان المپیک شد تا به تنها وزنه‌بردار تاریخ تبدیل شود که در ۳ المپیک مختلف مدال طلا گرفته‌است. او در المپیک ۲۰۰۰ سیدنی هم برای گرفتن مدال دورخیز کرد اما ناکام ماند. سلیمان اوغلو با لباس تیم ملی ترکیه ۵ بار و با بلغارستان ۲ بار قهرمان جهان شد.
این ورزشکار بلغاری‌الاصل که در اواخر ماه سپتامبر ۲۰۱۷ به دلیل مشکل حاد کبد بستری شده بود، در ۲۷ آبان ۱۳۹۶ و یک هفته پس از پیوند موفقیت‌آمیز کبد، به‌دلیل بروز ناگهانی سیروز کبدی در بیمارستانی در استانبول درگذشت.